# Kožnatka chrupavčitá
Kožnatka chrupavčitá (Amyda cartilaginea) je druh želvy z čeledi kožnatkovití. se vyskytuje v Bruneji, Indonésii (Bali, Jáva, Sumatra a Kalimantan), Malajsii (Sabah, Sarawak), Singapuru a jižním Thajsku. Od thajské části Malajského poloostrova se vyskytuje na jihu celé ostrovní jihovýchodní Asie. Předpokládá se, že populace na Malých Sundách, Molukách a Sulawesi jsou zavlečení nebo obchodovaní jedinci.
Kožnatky chrupavčité jsou ve své domovině ve velkém loveny pro maso i jako součást tradiční lidové medicíny. Ohrožuje je také ničení přirozeného prostředí a jeho znečišťování. Na Červeném seznamu IUCN jsou proto vedeny jako zranitelný druh. Od konce roku 2024 jsou kožnatky chrupavčité k vidění např. v pavilonu Indonéská džungle v Zoo Praha.